# Salvo Cuccia
Salvo Cuccia (...) è un regista e sceneggiatore italiano.

## Biografia

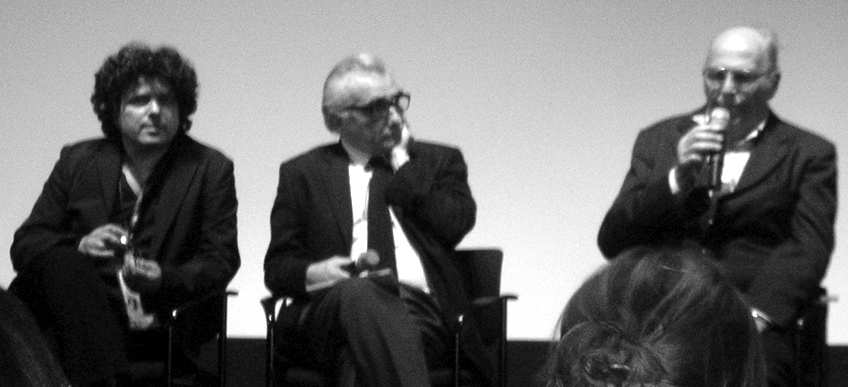
Da sinistra a destra: Salvo Cuccia, Martin Scorsese e Vittorio De Seta.

Il campo di ricerca al quale si è dedicato Salvo Cuccia dalla fine degli anni ottanta consiste nella fusione tra videoarte, fiction e documentario.
Nel 2005 il suo documentario Détour De Seta, incentrato sul regista Vittorio De Seta, è stato presentato da Martin Scorsese al Tribeca Film Festival a New York, e al Full Frame Documentary Film Festival. di Durham.
Nel 2006 ha girato il documentario Oltre Selinunte, anch'esso in concorso al Full Frame Documentary Film Festival e vincitore del premio CinemAvvenire al XXIV Torino Film Festival.
Nel 2007 ha ideato e diretto il progetto Albasuite, una serie di documentari sulla comunità albanese d'Italia, gli arbëreshë.
Nel 2011 ha realizzato il documentario 1982. L'Estate di Frank con Dweezil Zappa, Diva Zappa, Massimo Bassoli. Prodotto per Magazzini Einstein di Rai Educational. È andato in onda su RAI a gennaio del 2012. È incentrato su un viaggio in Sicilia di Frank Zappa e di un suo concerto a Palermo.
Nel 2013 ha realizzato il documentario Summer 82 - When Zappa came to Sicily, prodotto dalla Abra&Cadabra e dallo Zappa Family Trust, con Frank Zappa, Gail Zappa, Moon Unit Zappa, Dweezil Zappa, Diva Zappa, Mathilda Doucette Zappa, Megan Zappa, Massimo Bassoli, Steve Vai, Thomas Nordegg, Tanino Liberatore, Joe Travers, presentato fuori concorso alla 70ª Mostra internazionale d'arte cinematografica di Venezia 2013.
Nel 2014 ha realizzato il documentario Hippie Sicily, sulla comune hippy di Terrasini e il contesto underground italiano degli anni '70. Trasmesso su Sky Arte. 
Nel 2015 ha realizzato il documentario Il Soldato Innamorato, tratto dal "Diario della Guerra 15/18" di Salvatore Cuccia, nonno di Salvo, che dal 1968 al 1972 scrisse le sue memorie di guerra. Prodotto dal Abra&Cadabra con RAI Cinema. Visibile su Netflix. 
Sempre nel 2015 ha realizzato il suo primo lungometraggio di finzione Lo scambio, con Filippo Luna, Barbara Tabita, Paolo Briguglia, Maziar Firouzi, Vincenzo Pirrotta, Tommaso Caporrimo, Sergio Vespertino, con la sceneggiatura di Alfonso Sabella, Marco Alessi, Federica Cuccia, Salvo Cuccia. Prodotto da Eleonora Cordaro per Abra&Cadabra con RAI Cinema, presentato in concorso al 33° Torino Film Festival, Premio Speciale della Giuria a Annecy Cinema Italien 2016.
Nel 2018 ha realizzato il film documentario La Spartenza, tratto dalla biografia di Tommaso Bordonaro, emigrato dalla Sicilia negli USA nel 1947. Sceneggiatura di Federica Cuccia e Salvo Cuccia. Prodotto da Eleonora Cordaro per Abra&Cadabra con RAI Cinema, trasmesso su Speciale TG1.  
Nel 2019 ha realizzato il film documentario Una Storia Valdese. Gustavo Alabiso, fotografo, dopo 40 anni va alla ricerca dei suoi compagni di classe alla scuola elementare del Servizio Cristiano di Riesi in Sicilia, fondato da Tullio Vinay. Visibile su Netflix.     
Nel 2021 ha realizzato il documentario La Lezione di Oscar sulla figura del grande chitarrista Oscar Ghiglia, visibile su Netflix.      
Sempre nel 2021 ha realizzato il film di creazione La Zona Rossa.FollowTheSilence.     
Nel 2022/24 realizza i documentari Montepellegrino e Mozia, l'isola intravista.

## Collaborazioni
È stato aiuto regista di Raúl Ruiz.
Dal 1995 collabora con la produttrice Eleonora Cordaro.
Ha collaborato con i musicisti David Moss, Federico Incardona, Bob Ostertag, Roberto Paci Dalò, Gianni Gebbia, Peter Kowald, Jean Marc Montera, Domenico Sciajno.

## Filmografia
- Duo with Peter Kowald (1993)
- Raoul not making (1994)
- Angelica (1995)
- Videoplunders (1995)
- Un sogno di lumaca (cortometraggio, 1995)
- Terra Madre (1996)
- Palermo (1996)
- Prima Sicilia (1997)
- Bambini intravisti (1997)
- Hortophonìa (1997)
- La cena informale (1998)
- Cieli Altissimi Retrocedenti (1998-1999)
- Verso Venezia (2000)
- Ce ne ricorderemo, di questo pianeta (2000)
- Paesaggi italiani (2000-2001)
- Specular Cities (2000-2002)
- La vaga sfera è in questa mano (2002-2003)
- Il satiro danzante (2003-2005)
- Détour De Seta (2005)
- Weltanschauung (2006)
- Oltre Selinunte (mediometraggio, 2006)
- Rockarbëresh (2007)
- I Florio dal mito alla storia (2007)
- Belice 68, terre in moto (in collaborazione con Antonio Bellia) (56', 2008)
- Fuori rotta, documentario di viaggio, imperniato sulla figura del fotografo corso Antoine Giacomoni (85', 2008)[8]
- 1982. L'estate di Frank (2011)
- Summer 82 - When Zappa came to Sicily[9] (2013)
- Hippie Sicily (2014)
- Il soldato innamorato (2015)
- Lo scambio (2015)
- La spartenza (2018)
- La pelle del tempo (2019)
- Prospettiva Ballarò (2019)

## Premi e riconoscimenti
- 1995. Spazio Italia Fiction, 2º premio: Un sogno di lumaca,[10] 13º Festival Internazionale Cinema Giovani di Torino.[11]
- 2005. Premio Miglior Documentario: Détour De Seta, 8° Genova Film Festival.[12]
- 2006. Premio CinemAvvenire: Oltre Selinunte,[5][13] miglior documentario Italiano, 24° Torino Film Festival.[14]
- 2016. Premio Speciale della Giuria: Lo Scambio. Annecy Cinéma Italien